# Gare de Campinas
La gare de Campinas (en portugais: Estação de Campinas) est une ancienne gare ferroviaire de la ville de Campinas, dans l'État de São Paulo, au Brésil. Inaugurée le 11 août 1872, elle fait partie de la ligne Jundiaí-Colômbia.
La gare a cessé son activité le 15 mars 2001. À la suite du démantèlement de la RFFSA, l'entreprise publique nationale de transport ferroviaire du Brésil, et à l'ouverture du transport ferroviaire à la concurrence, la gare a été transformée en 2003 en centre culturel, qui dépend désormais de la ville de Campinas.